# Alegeri legislative în Germania de Vest, 1976
Cel de-al optulea tur de scrutin legislativ din istoria Germaniei a avut loc la 3 octombrie 1976, cu scopul alegerii membrilor Bundestagului (Parlamentul) din Republica Federală Germania.

## Problemele și campania electorală
Coaliția formată din SPD și FDP l-a avut drept candidat pe Helmut Schmidt (SPD) pentru funcția de cancelar. CDU și CSU au încercat să atingă o majoritate absolută a voturilor pentru a-l propulsa în fruntea guvernului pe Helmut Kohl, președintele CDU.

## Rezultate

Locuri în parlament -- SPD cu roșu, FDP cu galben, CDU/CSU cu negru

|  | Partid                          | Lista de voturi | Procentul de voturi (schimbă) | Procentul de voturi (schimbă) | Total locuri(schimbă) | Total locuri(schimbă) | Procent locuri |
|  | ------------------------------- | --------------- | ----------------------------- | ----------------------------- | --------------------- | --------------------- | -------------- |
|  | Partidul Social Democrat        | 16,099,019      | 42.6%                         | -3.2%                         | 214                   | -16                   | 43.1%          |
|  | Partidul Liber Democrat (FDP)   | 2,995,085       | 7.9%                          | -0.5%                         | 39                    | -2                    | 7.9%           |
|  | Uniunea Creștin-Democrată (CDU) | 14,367,302      | 38.0%                         | +2.8%                         | 190                   | +13                   | 38.3%          |
|  | Uniunea Creștin-Socială (CSU)   | 4,027,499       | 10.6%                         | +1.0%                         | 53                    | +5                    | 10.7%          |
|  | Restul                          | 333,595         | 0.9%                          |                               | 0                     |                       | 0.0%           |
|  | Total                           | 37,822,500      | 100.0%                        |                               | 496                   | +0                    | 100.0%         |

## Evenimente post-electorale
Coaliția SPD–FDP a revenit la guvernare, cu Helmut Schmidt ca și cancelar. Între „partidele soră”, CDU și CSU, a luat naștere un conflict major, așa că liderul CSU, Franz Josef Strauss, a intenționat să rupă legătura dintre cele două partide și acordul conform căruia cele două entități nu putea concura una împotriva celeilalte. Mai târziu, acest atac a fost retras, iar Strauss a devenit candidatul pentru postul de cancelar la scrutinul din 1980.